# Gonçalo Silva
Gonçalo Filipe Oliveira Silva (ur. 4 czerwca 1991 w Barreiro) – portugalski piłkarz grający na pozycji środkowego obrońcy. Od 2024 roku zawodnik Noah Erywań .

## Życiorys
Jako junior był zawodnikiem FC Barreirense. W 2009 roku został włączony do seniorskiej drużyny. Następnie grał w AD Lousada i Atlético CP. W 2012 roku został zawodnikiem rezerw SC Braga. W sierpniu 2015 roku przeszedł do CF Os Belenenses. W barwach tego klubu zadebiutował w Primeira Liga 26 października w wygranym 1:0 spotkaniu z União Madeira. Barwy Os Belenenses reprezentował przez trzy lata, a w czerwcu 2018 roku został graczem nowo powstałego Belenenses SAD. W Primeira Liga jako zawodnik Os Belenenses i B-SAD rozegrał łącznie 141 spotkań, w których zdobył pięć bramek. W lipcu 2021 roku na zasadzie wolnego transferu pozyskał go Radomiak.
Wystąpił w jednym spotkaniu reprezentacji Portugalii U-21, co miało miejsce 14 sierpnia 2012 roku w wygranym 2:1 spotkaniu z Macedonią

## Statystyki ligowe
| Sezon     | Klub             | Liga                       | Mecze | Gole |
| --------- | ---------------- | -------------------------- | ----- | ---- |
| 2009/2010 | FC Barreirense   | Primeira Divisão Distrital | ?     | ?    |
| 2010/2011 | AD Lousada       | Segunda Divisão            | 28    | 0    |
| 2011/2012 | Atlético CP      | Liga de Honra              | 28    | 0    |
| 2012/2013 | SC Braga B       | Segunda Liga               | 25    | 0    |
| 2013/2014 | SC Braga B       | Segunda Liga               | 28    | 1    |
| 2014/2015 | SC Braga B       | Segunda Liga               | 30    | 1    |
| 2015/2016 | CF Os Belenenses | Primeira Liga              | 19    | 2    |
| 2016/2017 | CF Os Belenenses | Primeira Liga              | 22    | 2    |
| 2017/2018 | CF Os Belenenses | Primeira Liga              | 32    | 0    |
| 2018/2019 | Belenenses SAD   | Primeira Liga              | 32    | 0    |
| 2019/2020 | Belenenses SAD   | Primeira Liga              | 18    | 0    |
| 2020/2021 | Belenenses SAD   | Primeira Liga              | 18    | 1    |